# 廣福邨
廣福邨（英語：Kwong Fuk Estate）是香港的一個公共屋邨，位於新界大埔新市鎮的東部。於1978年規劃，1979年動工，1983-1985年竣工並且開始入伙。屋邨名稱源於南面的廣福道，並且有「大量福祉」之意。屋邨的物業管理由卓安物業顧問負責，而停車場已出售予領展。值得一提的是，廣福邨第三期是全港首個使用全機械化施工法的公共屋邨。但有關技術只使用四年，即由預製組件技術取代。
宏福苑（英語：Wang Fuk Court）是香港房屋委員會在大埔區的居者有其屋屋苑之一，位於新界大埔，於1983年落成，鄰近廣福邨，並屬於該邨的第一期發展，建有八座樓宇。

## 屋邨資料

### 樓宇

#### 廣福邨
| 樓宇名稱（座號） | 樓宇類型                           | 落成年份 | 樓宇層數 （住宅層數）                 | 每層單位數目               | 每座單位數目（伙） | 建築師                              | 承建商       | 採用升降機的廠商 （更換前）   | 採用升降機的廠商 （更換後）               | 期數 |
| ---------------- | ---------------------------------- | -------- | ------------------------------------- | -------------------------- | ------------------ | ----------------------------------- | ------------ | ----------------------------- | ----------------------------------------- | ---- |
| 廣仁樓（第1座）  | 舊長型 （中央走廊式，連接F+連接F） | 1983年   | 19（4–19樓）                          | 60                         | 960                | 屋宇建設委員會建築師、 房屋署建築師 | 宏昌建築     | 日立 YP (ACVV)                | 日立 VFI-II (VVVF)                        | 2    |
| 廣惠樓（第8座）  | 舊長型 （中央走廊式，連接F）       | 1984年   | 19（3–19樓）                          | 41                         | 697                | 屋宇建設委員會建築師、 房屋署建築師 | 宏昌建築     | 美善高（通力） TMS-200 (ACVV) | 日立 VFI-II (VVVF)                        | 1    |
| 廣禮樓（第2座）  | 雙塔式                             | 1983年   | 24（高座：2–24樓） 22（低座：2–21樓） | 34（2–21樓） 17（22–24樓） | 731                | 屋宇建設委員會建築師、 房屋署建築師 | 宏昌建築     | 美善高（通力） TMS-200 (ACVV) | 日立 VFI-II (VVVF)                        | 1    |
| 廣義樓（第3座）  | 雙塔式                             | 1983年   | 24（高座：2–24樓） 22（低座：2–21樓） | 34（2–21樓） 17（22–24樓） | 731                | 屋宇建設委員會建築師、 房屋署建築師 | 宏昌建築     | 美善高（通力） TMS-200 (ACVV) | 日立 VFI-II (VVVF)                        | 1    |
| 廣祐樓（第6座）  | 雙塔式                             | 1983年   | 24（高座：2–24樓） 22（低座：2–21樓） | 34（2–21樓） 17（22–24樓） | 731                | 屋宇建設委員會建築師、 房屋署建築師 | 宏昌建築     | 日立 YP (ACVV)                | 日立 VFI-II (VVVF)                        | 2    |
| 廣平樓（第7座）  | 雙塔式                             | 1983年   | 24（高座：2–24樓） 22（低座：2–21樓） | 34（2–21樓） 17（22–24樓） | 731                | 屋宇建設委員會建築師、 房屋署建築師 | 宏昌建築     | 日立 YP (ACVV)                | 日立 VFI-II (VVVF)                        | 2    |
| 廣智樓（第4座）  | Y2型                               | 1985年   | 35（2-35樓）                          | 24                         | 816                | 屋宇建設委員會建築師、 房屋署建築師 | 香港寶嘉建築 | 美善高（通力） TMS-500 (DC)   | 迅達 7000 [Miconic TX-GC Series 2] (VVVF) | 3    |
| 廣崇樓（第5座）  | Y2型                               | 1985年   | 35（2-35樓）                          | 24                         | 816                | 屋宇建設委員會建築師、 房屋署建築師 | 香港寶嘉建築 | 美善高（通力） TMS-500 (DC)   | 迅達 7000 [Miconic TX-GC Series 2] (VVVF) | 3    |

（註：第9–16座指同一項目中的宏福苑，故此略去部份座號。）
第一B及二期由宏昌建築承建；而第三期由香港寶嘉建築（前稱「Coignet Entreprise」）承建。

#### 宏福苑
| 樓宇名稱（座號）      | 樓宇類型     | 落成年份 | 層數 | 每層伙數 | 每座單位數目（伙） | 承建商   | 現時 採用之升降機廠商       |
| --------------------- | ------------ | -------- | ---- | -------- | ------------------ | -------- | --------------------------- |
| 宏仁閣（A座／第9座）  | 彈性十字二型 | 1983年   | 31   | 8        | 248                | 德榮建築 | 美善高（通力） TMS-200 (DC) |
| 宏道閣（B座／第10座） | 彈性十字二型 | 1983年   | 31   | 8        | 248                | 德榮建築 | 美善高（通力） TMS-200 (DC) |
| 宏新閣（C座／第11座） | 彈性十字二型 | 1983年   | 31   | 8        | 248                | 德榮建築 | 美善高（通力） TMS-200 (DC) |
| 宏建閣（D座／第12座） | 彈性十字二型 | 1983年   | 31   | 8        | 248                | 德榮建築 | 美善高（通力） TMS-200 (DC) |
| 宏泰閣（E座／第13座） | 彈性十字二型 | 1983年   | 31   | 8        | 248                | 德榮建築 | 美善高（通力） TMS-200 (DC) |
| 宏昌閣（F座／第14座） | 彈性十字二型 | 1983年   | 31   | 8        | 248                | 德榮建築 | 美善高（通力） TMS-200 (DC) |
| 宏盛閣（G座／第15座） | 彈性十字二型 | 1983年   | 31   | 8        | 248                | 德榮建築 | 美善高（通力） TMS-200 (DC) |
| 宏志閣（H座／第16座） | 彈性十字二型 | 1983年   | 31   | 8        | 248                | 德榮建築 | 美善高（通力） TMS-200 (DC) |

### 公共設施

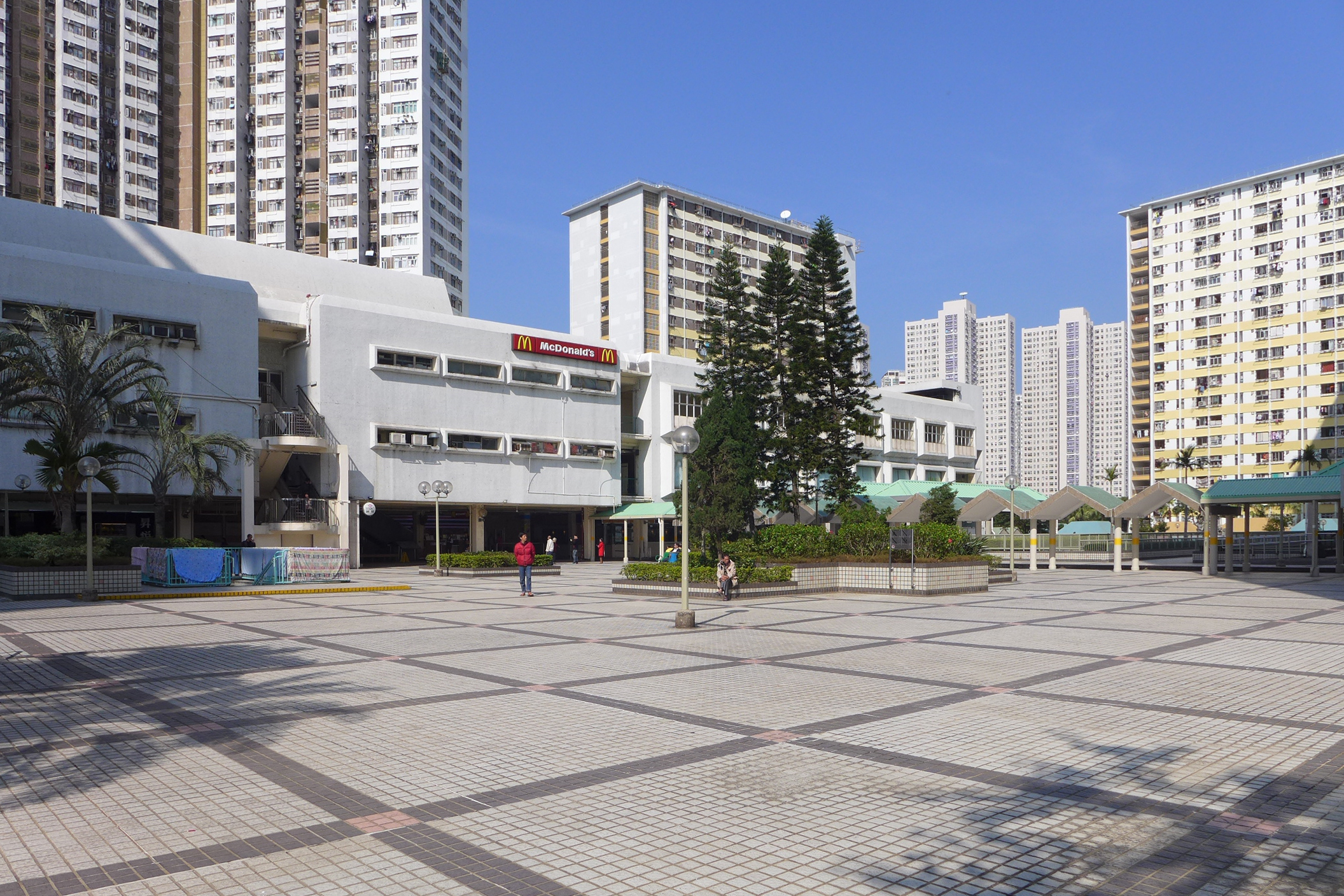
廣福商場外貌

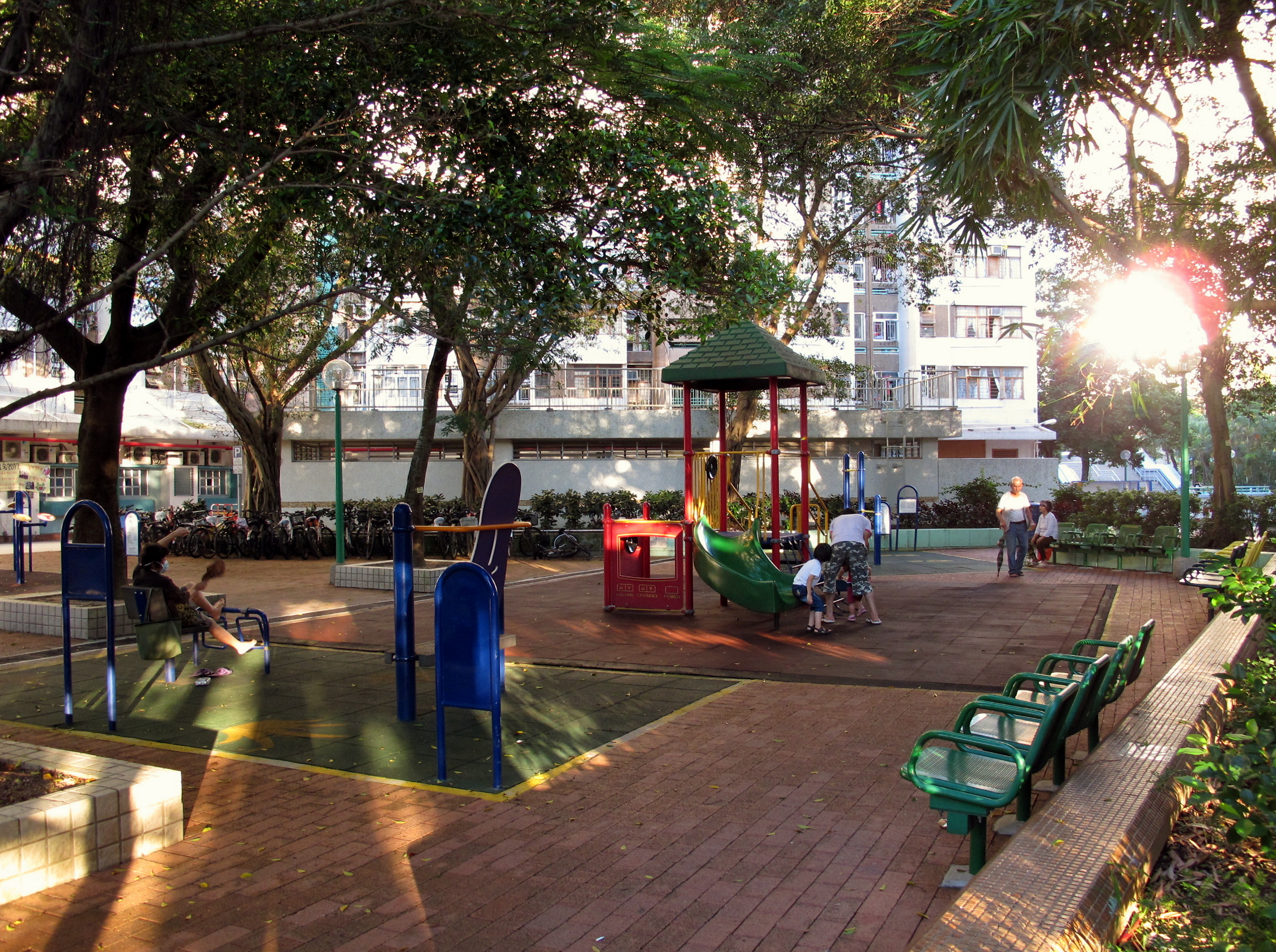
兒童遊樂場

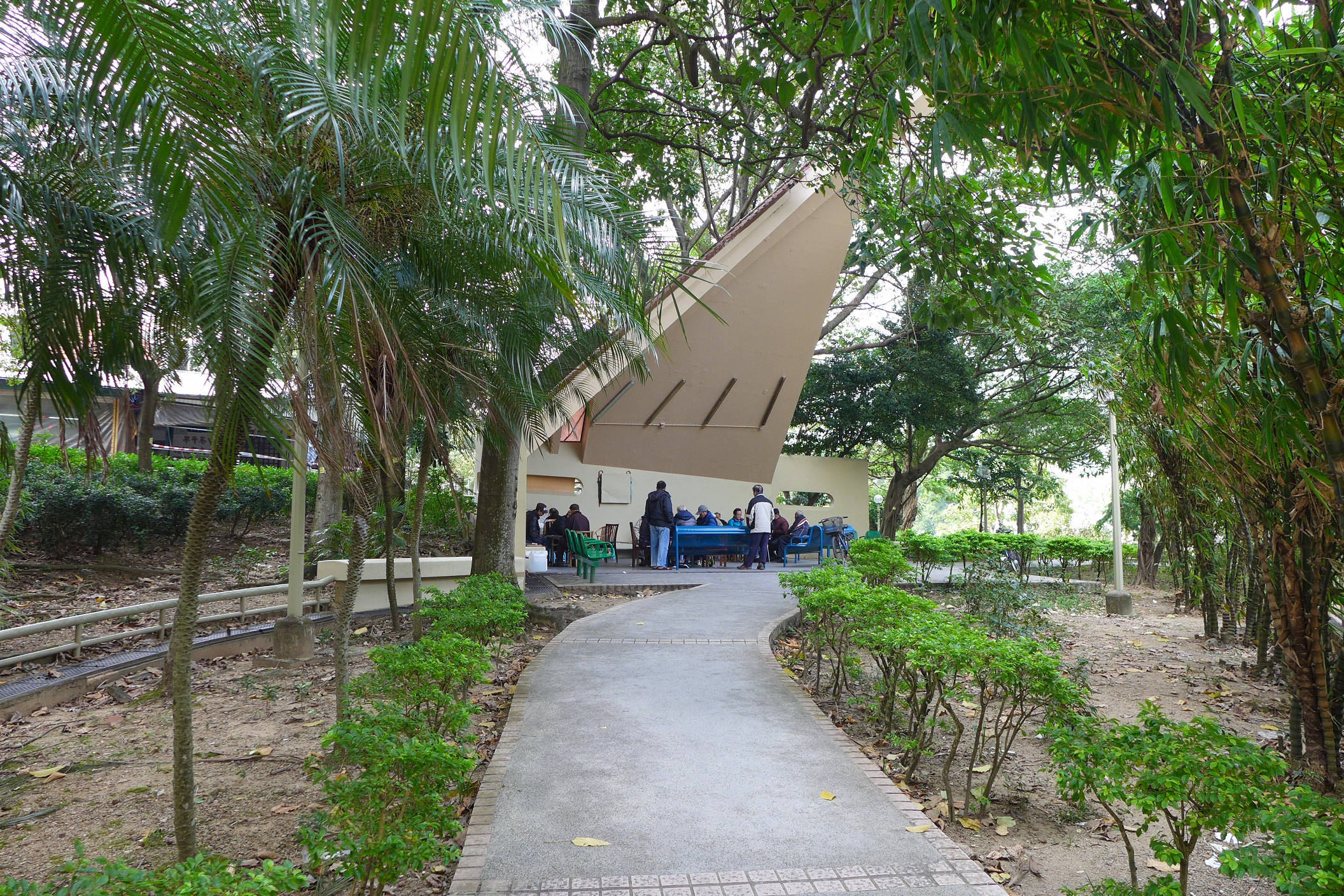
涼亭

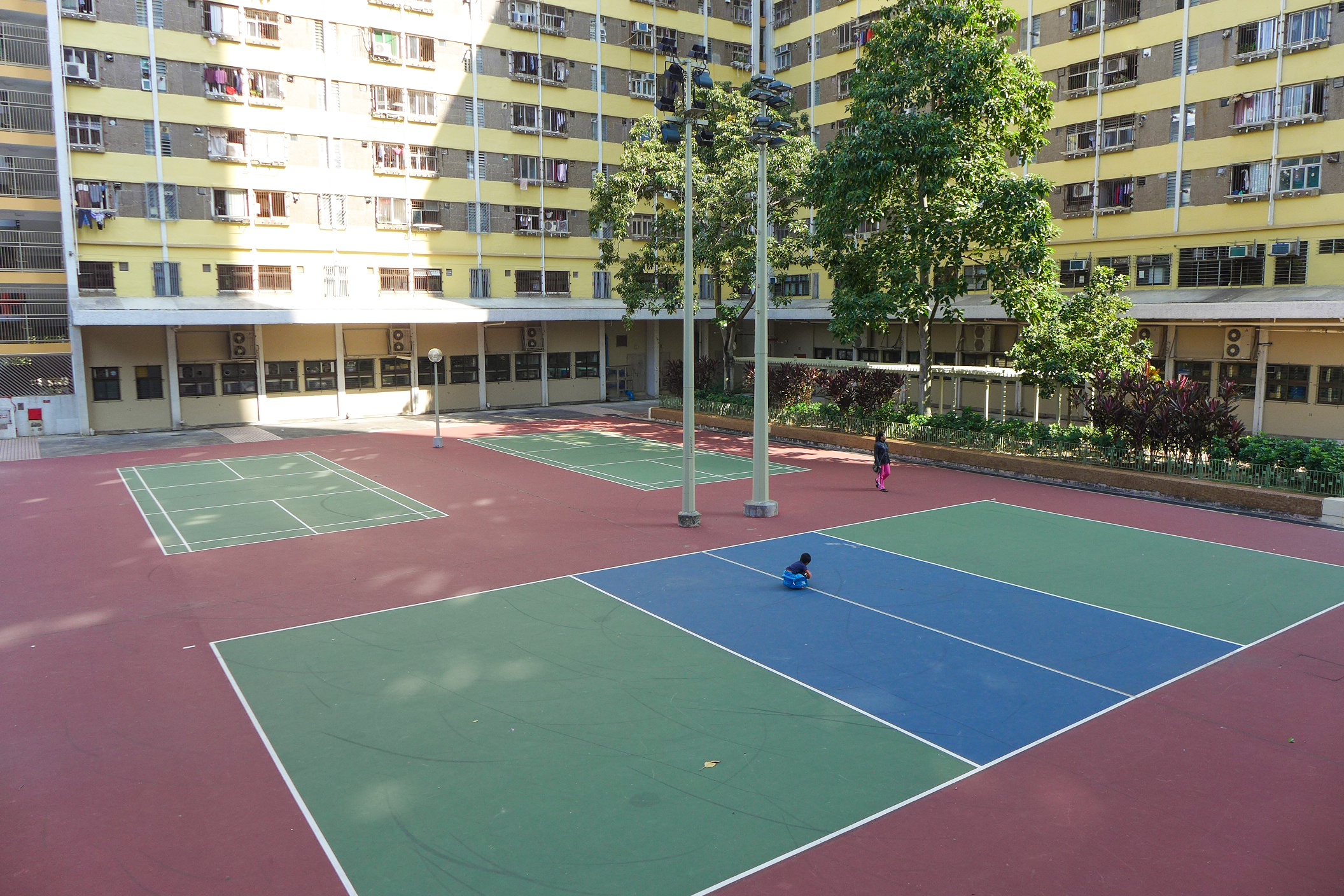
多用途球場

#### 商場
廣福商場位於整個屋邨的正中心，由廣仁樓、廣平樓、廣祐樓、廣惠樓、廣崇樓五座樓宇包圍。商場共高 3 層，最底層多為食肆，上兩層主要為小商舖，最頂層為主要商戶為超級市場及麥當勞，最初在90年代為聯安超級市場，結業後曾經在原址開設華潤萬家，現由惠康超級市場進駐後在原址重開。商場底下有兩層停車場、巴士站、的士站和街市。不過由於廣福商場規模較小，商店種類較少，一般居民主要會在大埔超級城或大埔墟購物，兩者皆距離廣福邨約10-15分鐘的步行路程。

#### 大牌檔

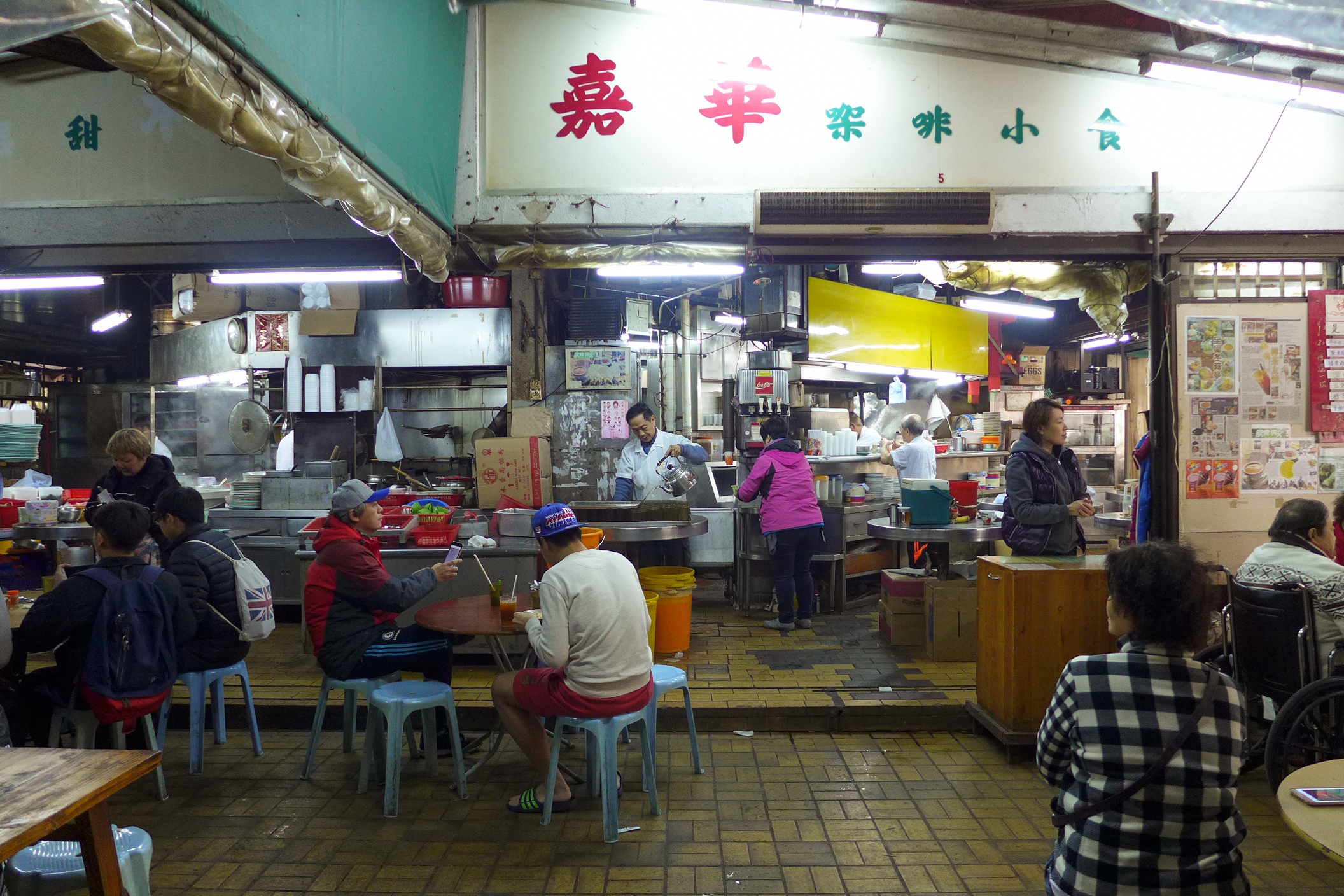
經營31年的嘉華咖啡小食已於2016年12月31日結業（2016年12月）

屋邨內亦設冬菇亭，有4間大牌檔，包括經營31年的嘉華咖啡小食、樂記燒臘飯店及廣成麵家，為不少街坊的集體回憶。不過領展要求加租3倍至12萬，更要求店主用280萬元翻新餐廳，有兩間已於2016年12月結業。領展規定廣成麵家除魚蛋粉外，亦需自行構思、加售特色食物。加上第一代老闆早前突然病逝，失去固定攤位熟食小販牌照，更被食環署指其無牌經營提出檢控，接手的兒子決定經營至2017年2月13日停業。

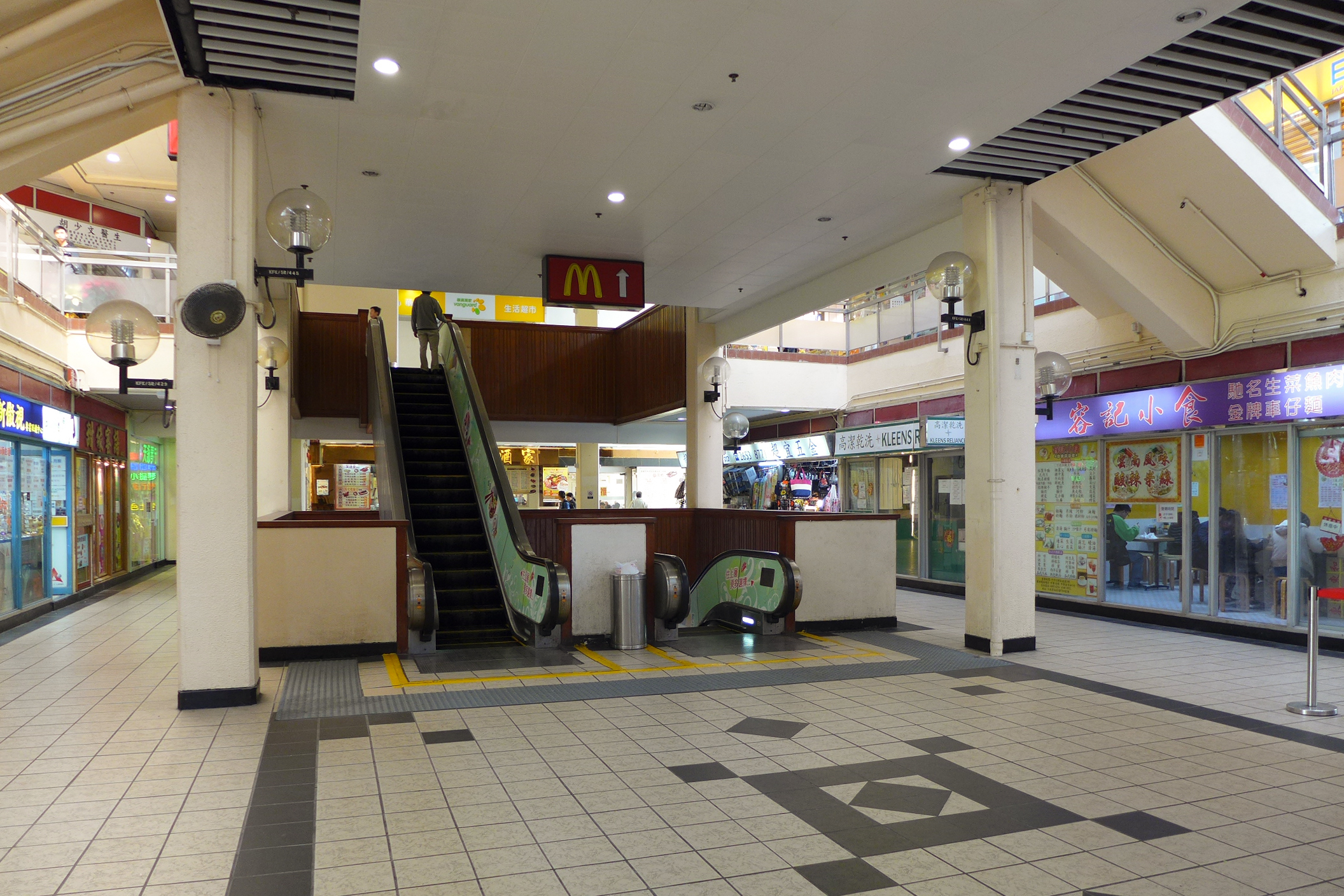
廣福商場1樓
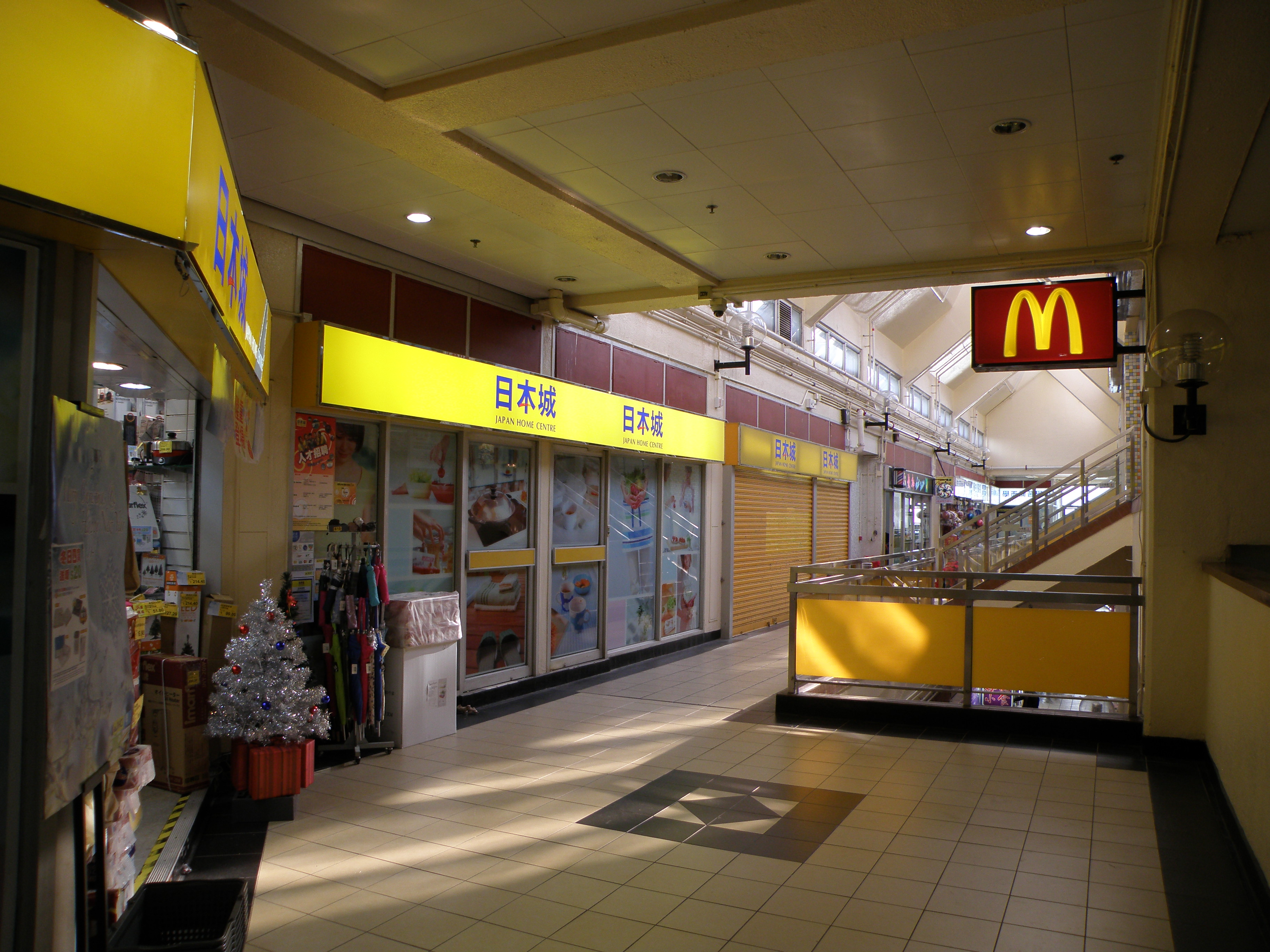
廣福商場2樓
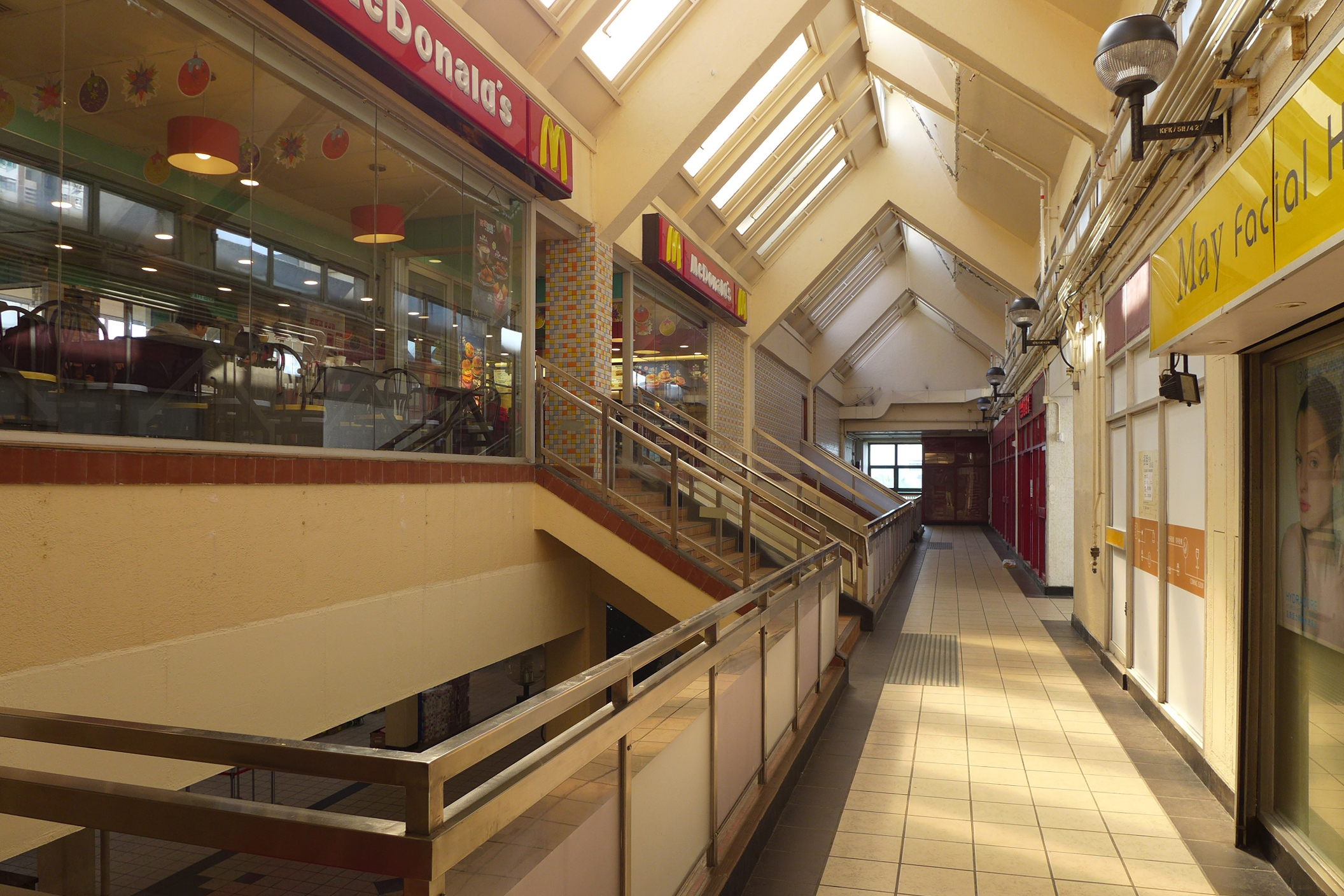
廣福商場2樓的麥當勞設樓梯連接
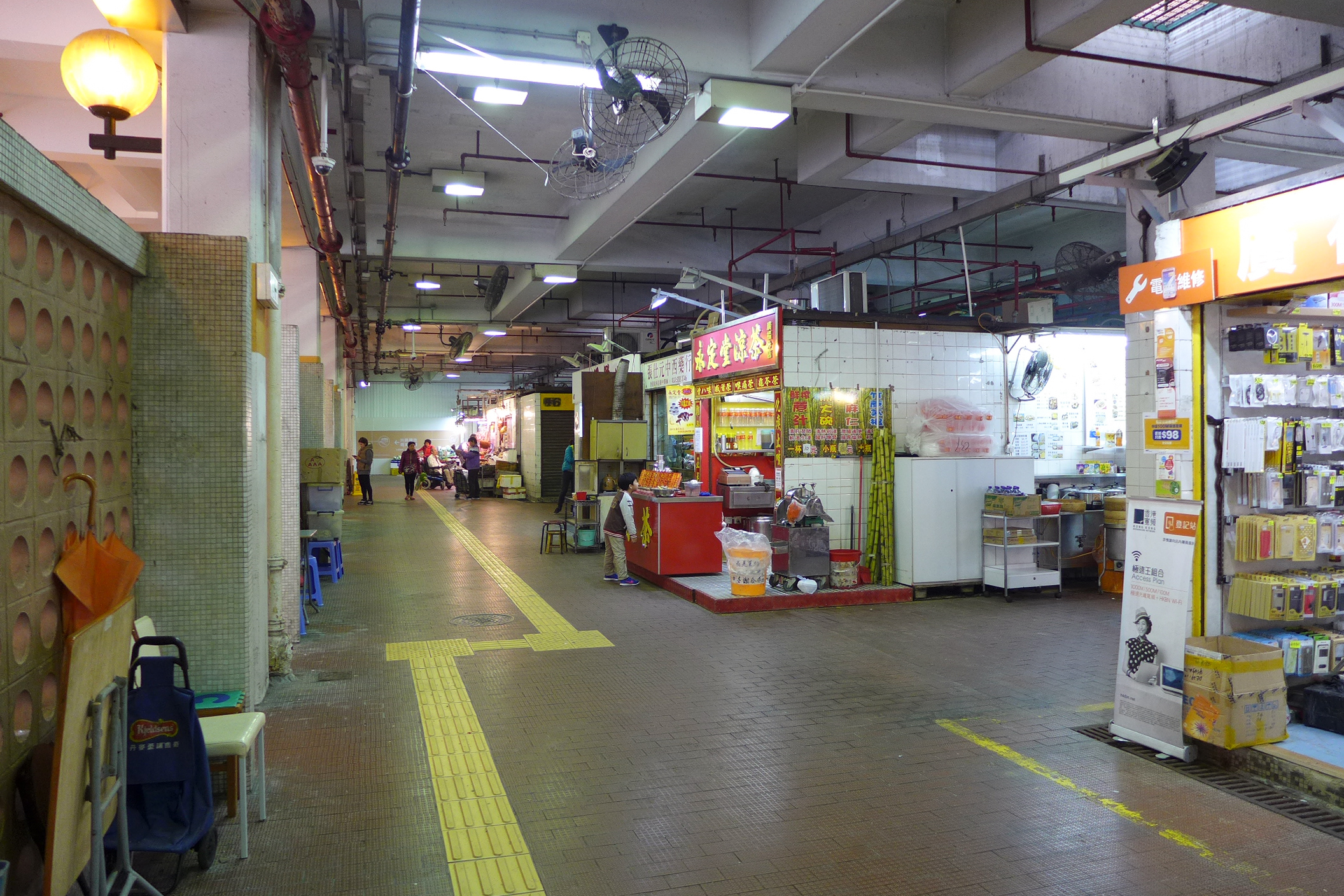
廣福街市
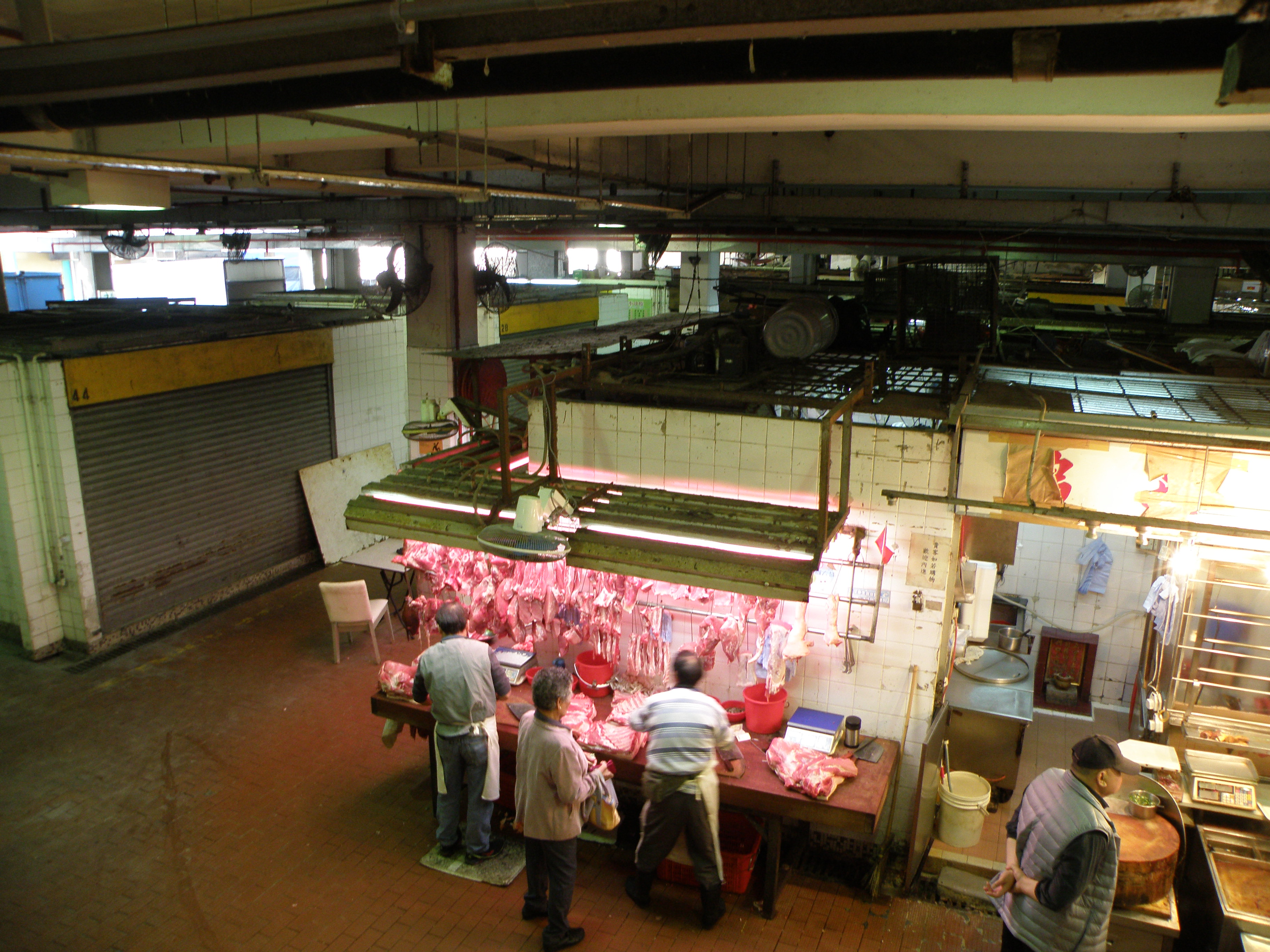
俯瞰廣福街市（2014年），部份檔位出現空置

#### 運動設施
- 位於廣義樓和廣仁樓之間的小型籃球場
- 位於廣智樓對出設 5 人足球場，對面馬路為馮梁結中學

#### 停車場
- 位於廣禮樓對出，在大埔浸信會公立學校旁邊
- 位於廣福商場之下

## 教育及福利設施

### 幼稚園
- 保良局鄧碧雲紀念幼稚園 （页面存档备份，存于）（1983年創辦）（位於廣義樓118–131號地下）
- 保良局劉進幼稚園暨幼兒園 （页面存档备份，存于）（1984年創辦）（位於廣禮樓地下）
- 聖公會救主堂幼稚園（1986年創辦）（位於廣仁樓210-219 號）

已結束
- 大埔潮州同鄉會廣福幼稚園（1984年創辦）（位於廣平樓地下）

### 小學

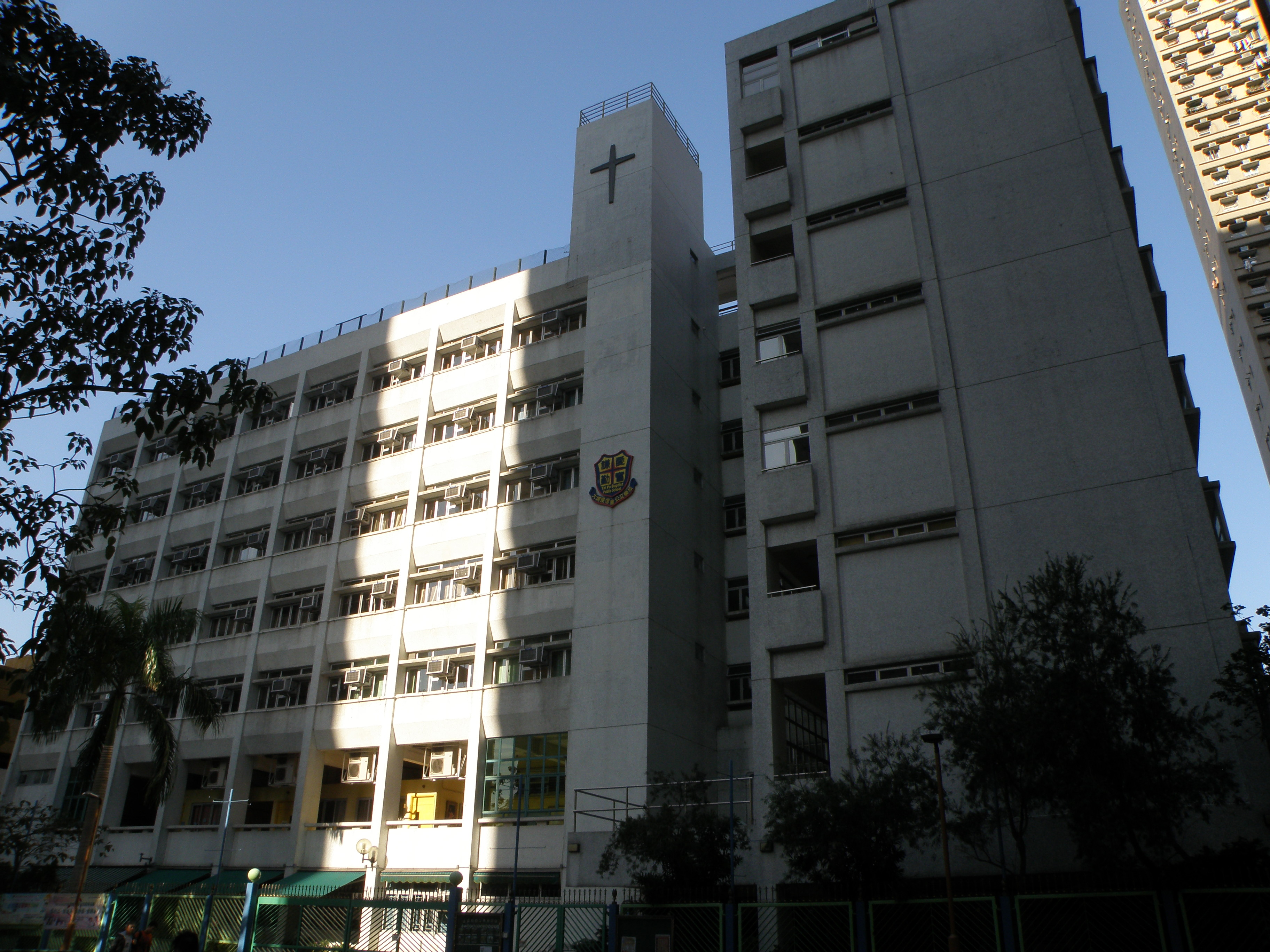
大埔浸信會公立學校
- 聖公會阮鄭夢芹小學

- 大埔浸信會公立學校

### 中學
- 中華基督教會馮梁結紀念中學

### 綜合家居照顧服務
- 基督教聯合那打素社康服務綜合家居照顧服務（位於廣崇樓地下B103-104號）

### 長者鄰舍中心
- 基督教香港崇真會福康頤樂天地 （页面存档备份，存于）（位於廣仁樓平台207-209室）

### 安老院
- 基督教香港崇真會廣福頤養院 （页面存档备份，存于）（位於廣仁樓3樓）

## 環境

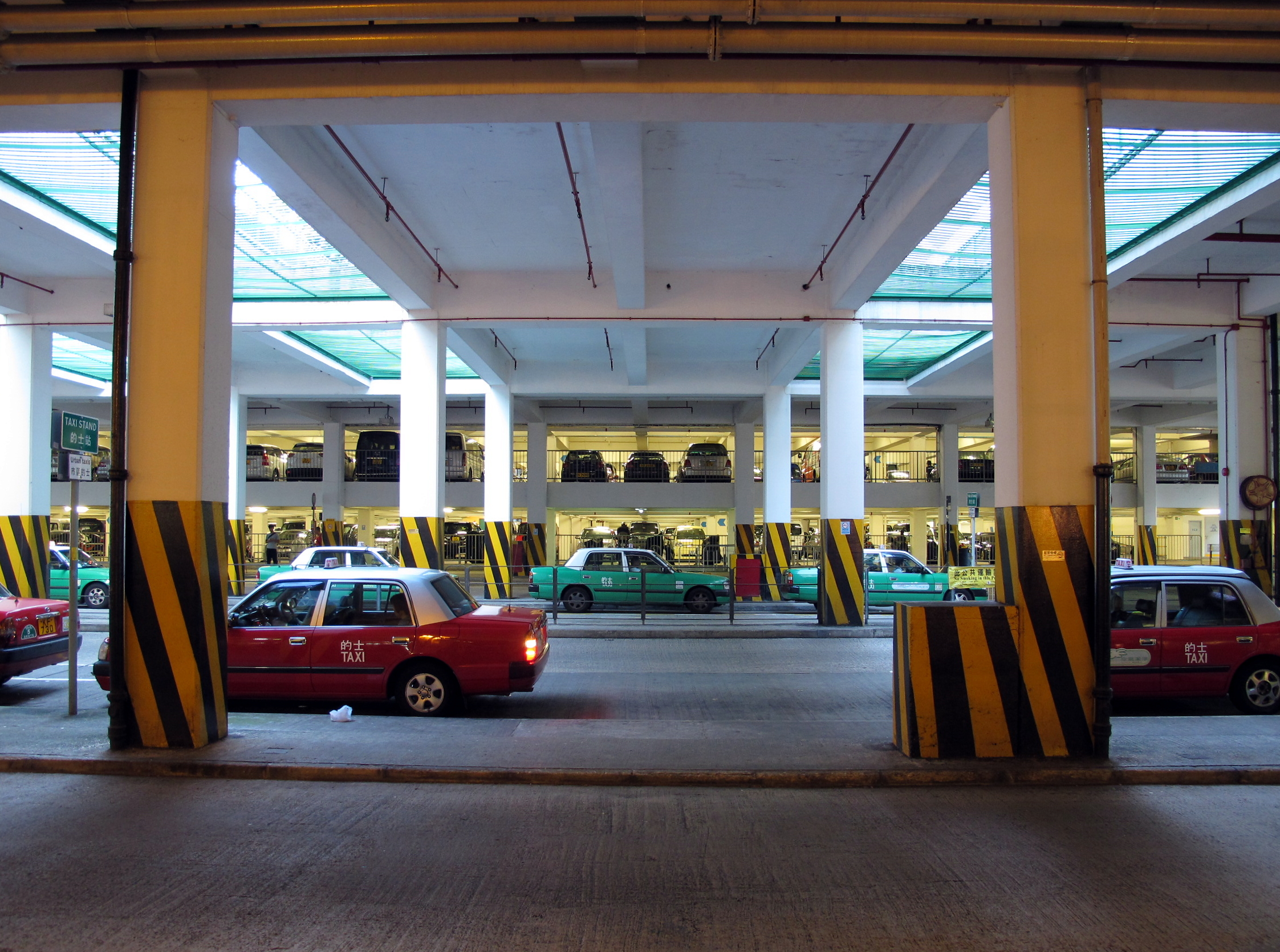
廣福商場下的的士站，最遠處是停車場

廣福位於大埔新市鎮的東面，是從吐露港公路或大埔公路進入大埔時見到的第一個屋邨。它的東面是元洲仔公園和吐露港，南面是吐露港公路或大埔公路進入廣福道之間的路段，公路對面有足球場和巴士站。它的北面為林村河流至吐露港的出水口，經過行人橋到對岸後會到達明雅苑、富善邨和完善公園。西面則是大埔河流至林村河的出水口，過橋可到達寶湖花園和大埔墟。大埔海濱公園在廣福的東北方，必須過了北面的橋才可到達。

### 街道
連接廣福的街道共3條：
1. 寶湖道，從廣福邨北面向西行，穿過大埔河到寶湖花園和大埔墟。
2. 廣宏街，由寶湖道的北面端點開始穿過廣福街市、宏福苑，直至南面的迴旋處為止。
3. 元洲仔里，由廣禮樓開始延伸至元洲仔。單線行車。

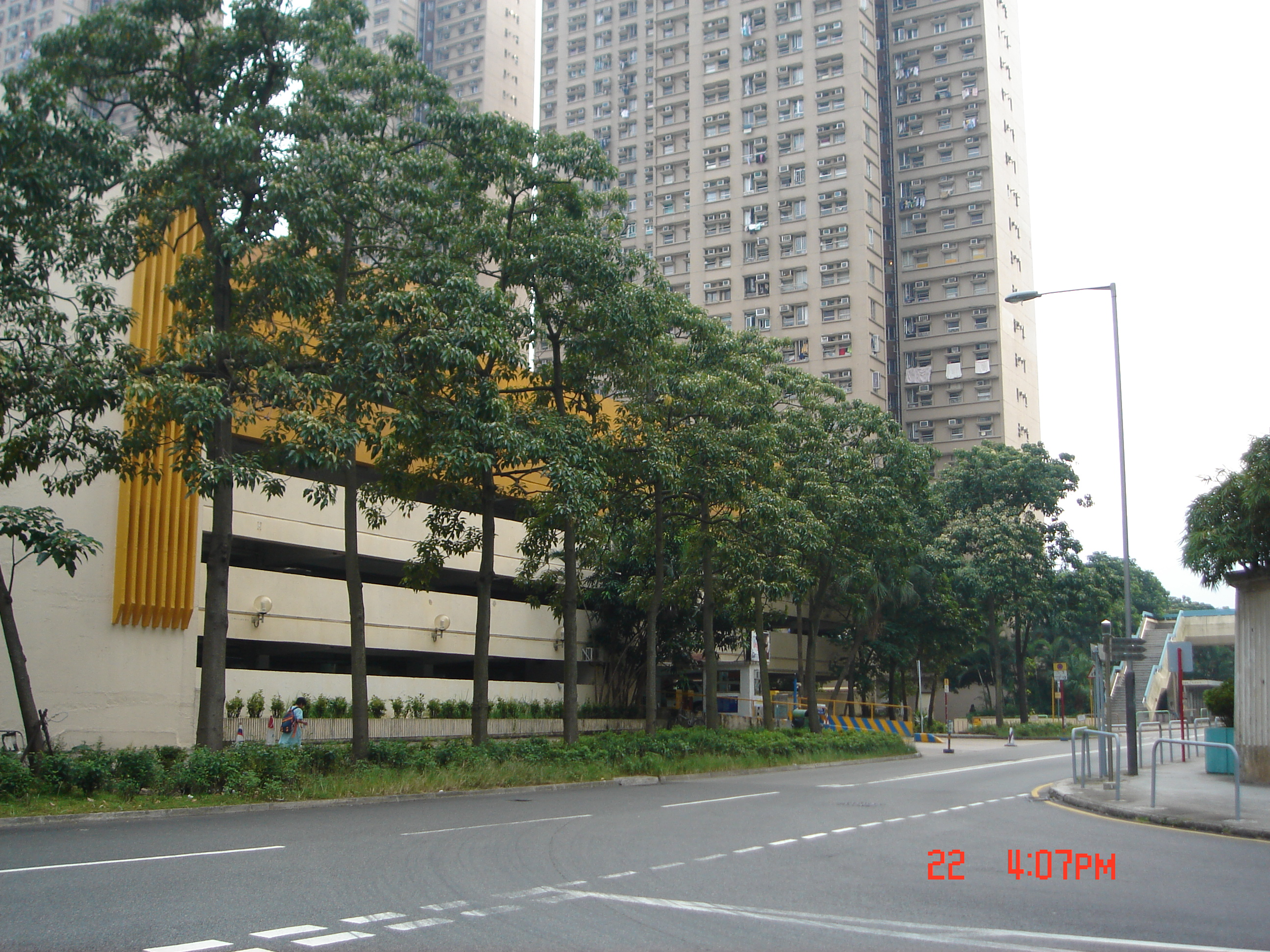
廣宏街，左面是停車場，後面的樓宇屬於宏福苑
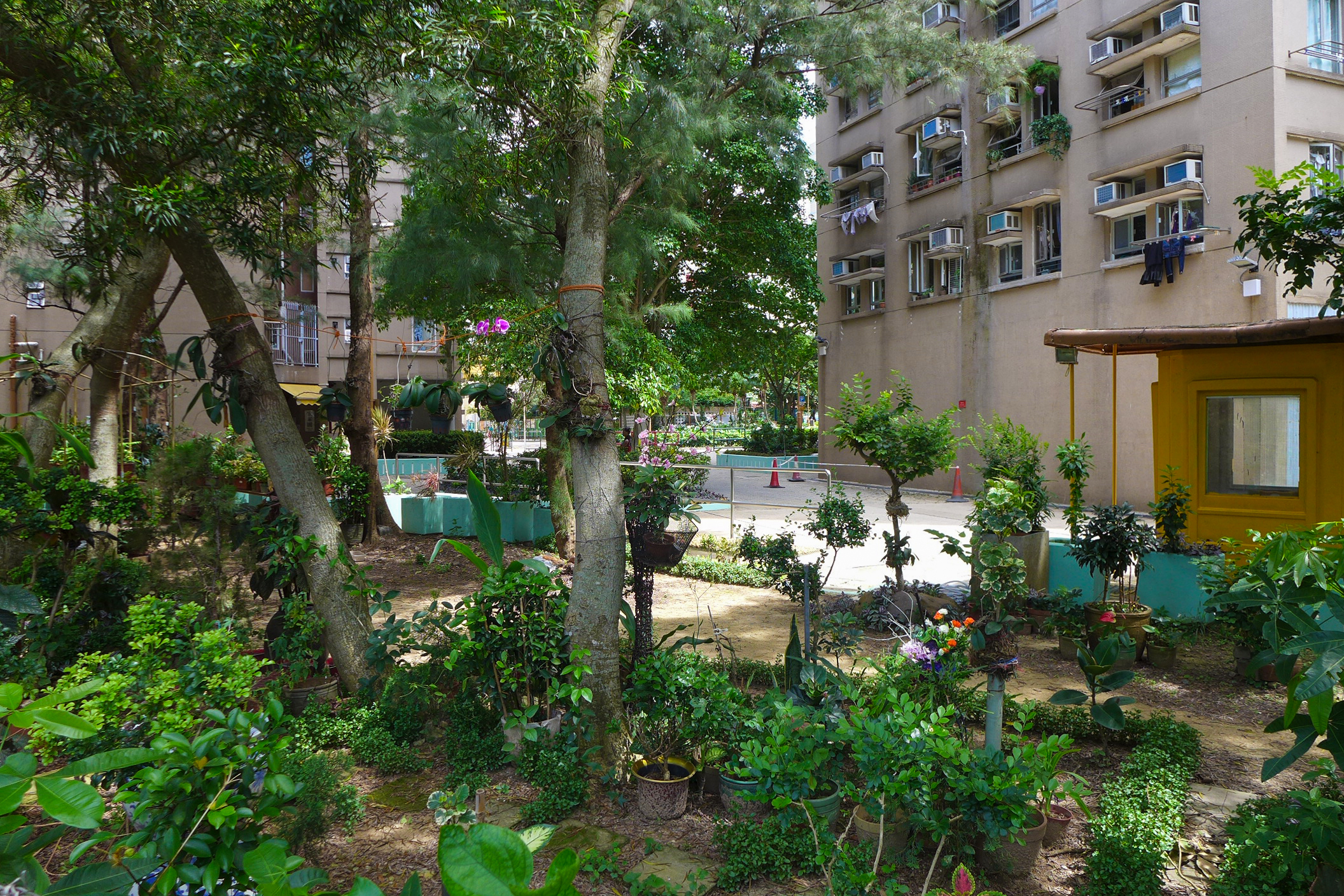
宏福苑親子種植園地（2017年7月）
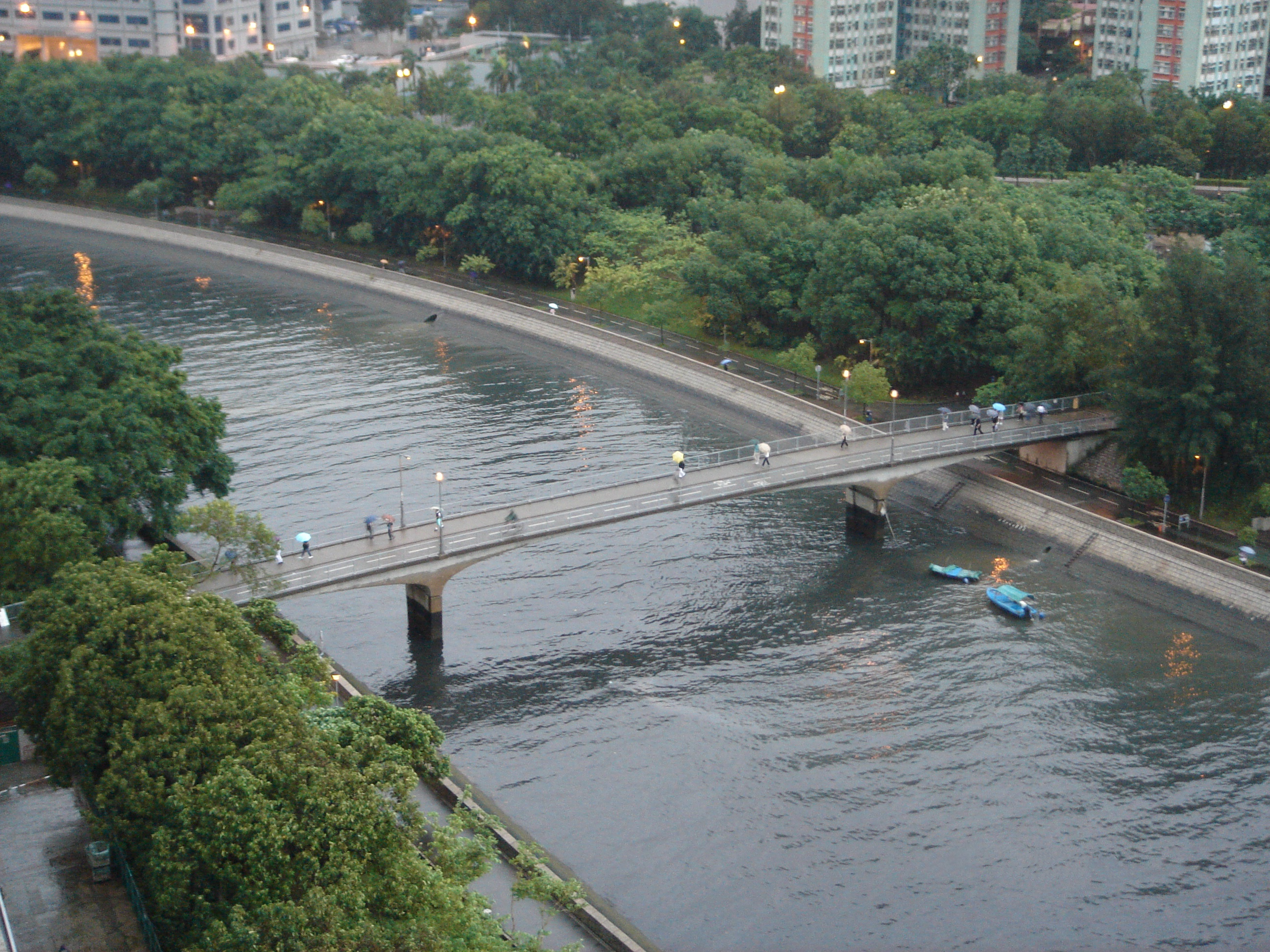
林村河，圖中的橋為廣福邨居民前往明雅苑（右）和富善邨最快途徑
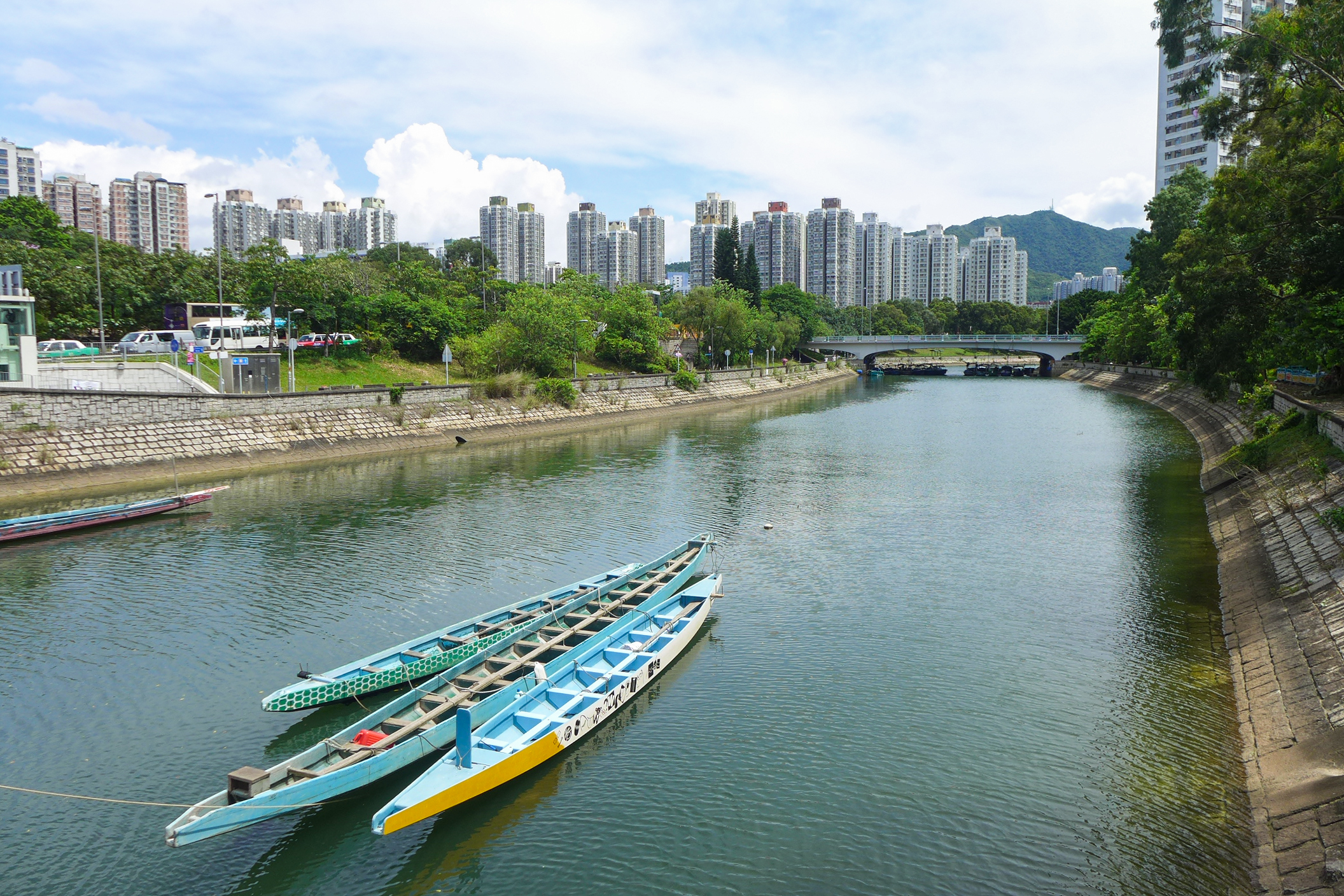
大埔河，盡頭為匯入林村河的位置（2017年7月）

### 附近特殊建築及古蹟
- 香港回歸紀念塔（在大埔海濱公園之內）
- 舊北區理民府（近大埔墟）
- 前政務司官邸（在元洲仔之內）
- 大王爺廟（在元洲仔之內）

## 區議會議席分布
| 範圍／年度 | 範圍／年度                               | 2000-2003 | 2003-2007 | 2008-2011  | 2012-2015  | 2016-2019  | 2020-2023  | 2024－2027 |
| ---------- | ---------------------------------------- | --------- | --------- | ---------- | ---------- | ---------- | ---------- | ---------- |
| 廣福邨     | 廣惠樓、廣祐樓、廣平樓、廣智樓以及廣崇樓 | 廣福      | 廣福      | 廣福及寶湖 | 廣福及寶湖 | 廣福及寶湖 | 廣福及寶湖 | 大埔南     |
| 廣福邨     | 廣仁樓、廣禮樓以及廣義樓                 | 宏福      | 宏福      | 宏福       | 宏福       | 宏福       | 宏福       | 大埔南     |
| 宏福苑     |                                          | 宏福      | 宏福      | 宏福       | 宏福       | 宏福       | 宏福       | 大埔南     |

## 知名住客
- 史建威，足球員
- 何遠東，tvb藝員
- 陳漢威，香港有線新聞前體育新聞主播，童年時曾經居於宏福苑[13]。
- 陳嘉欣，無綫新聞總主播兼記者

## 其他
- 亞洲電視結束香港本地免費電視廣播前，不少資訊節目都在該邨取景。
- 第37屆香港電影金像獎入圍電影《黃金花》，在邨內的街市和冬菇亭取景[14]。
- 2015年香港電影《同班同學》，在邨內的冬菇亭取景。

## 相關事件

### 工業意外
1982年7月9日，宏福苑地盤發生工業意外，一名地盤副總管在宏仁閣外被高空墜下的磚頭擊中，送院後不治。

### 警員凌晨上樓拘捕居民事件
2020年3月8日凌晨1時許，有街坊發現便衣警員在沒有經保安登記，稱「我係CID」後，便上廣禮樓21樓單位。大埔區議員姚鈞豪接獲消息後也到場了解。期間涉事單位窗簾全關，並無任何燈光。到凌晨2時許，消防員到場指單位有人被困，未有人受傷，其後才有人出示警察委任證，引起大量居民圍觀和起哄不滿。約半小時後，一批防暴警員到21樓將區議員、記者和居民趕離該層。最後拘捕4名年青男女，押上警車離開，其中3名是圍觀的居民。而被搜屋的男子涉嫌製造炸彈，但未有發現任何易燃物品。
到3月11日，連桷樟、姚鈞豪被警方以涉嫌「串謀阻礙警務人員執行職務」為由拘捕。而連桷樟、姚鈞豪以及另一名大埔區議員文念志，以及三人的助理在3月8日曾被捕。

## 外部連結
- 房委會物業位置及資料 廣福邨（页面存档备份，存于）
- 房委會物業位置及資料 宏福苑（页面存档备份，存于）